# Valérie Zenatti
Pour les articles homonymes, voir Zenatti.
Valérie Zenatti, née le 1er avril 1970 à Nice, est une écrivaine, traductrice et scénariste française.

## Biographie
Valérie Zenatti est issue d'une famille juive française « pieds-noirs » au moment où l'Algérie était une colonie française. Elle passe son enfance à Nice avant de vivre huit ans en Israël, expérience qui va profondément la marquer. Elle devient « soldate » pour l'armée  israélienne.
De retour en France, après des études d'histoire et de langue (hébreu) à l'INALCO et une agrégation d'hébreu, elle devient journaliste radio dans les années 1990 (couvrant entre autres la guerre en Yougoslavie) puis professeure d'hébreu jusqu'en 2004, année à partir de laquelle elle se consacre exclusivement à l'écriture sous différentes formes. L'enfance comme source et mystère, la guerre comme cadre où l'individu lutte pour conserver sa singularité, les échos et les traces de l'histoire intime ou collective sont les thématiques au cœur de son œuvre.
Valérie Zenatti est l'auteure de plusieurs romans – dont certains pour la jeunesse parus aux éditions L'École des loisirs – pour lesquels elle a reçu plusieurs distinctions. En 2004, The Times lui consacre une double page et compare son roman pour adolescent, Quand j'étais soldate, à L'Attrape-cœurs de Salinger. Son livre pour adolescents Une bouteille dans la mer de Gaza, paru en 2005, lui vaut une renommée mondiale, une vingtaine de prix et est traduit dans une quinzaine de langues. Il est adapté par elle-même et le réalisateur Thierry Binisti pour le cinéma sous le titre Une bouteille à la mer (2012).
En 2013, elle est chargée de cours à Sciences-Po où elle enseigne l'écriture du roman avec l'exil pour thématique.
Son premier roman à L'Olivier, En retard pour la guerre a été adapté au cinéma par Alain Tasma sous le titre Ultimatum (2009) avec Gaspard Ulliel et Jasmine Trinca dans les rôles principaux.
Son quatrième roman, Jacob, Jacob, est retenu dans les sélections finales du prix Médicis et du prix des libraires et reçoit le prix du Livre Inter en juin 2015, et plusieurs autres prix dont le prix Méditerranée, le prix Libraires en Seine, le prix littéraire Gabrielle-d'Estrées et le prix Azur.
Depuis 2004, elle est la traductrice d'Aharon Appelfeld (mort en janvier 2018) en français et a traduit plus d'une dizaine de ses livres. Leur relation littéraire et amicale extrêmement forte a fait l'objet d'un documentaire, Le Kaddish des orphelins réalisé par Arno Sauli.
En 2017, elle co-signe le scénario du premier long métrage de Rachid Hami, La Mélodie, en sélection officielle à la Mostra de Venise hors compétition.
En octobre 2018 elle est nommée par le Premier ministre Édouard Philippe présidente de la commission Littératures étrangères du Centre national du livre (CNL).
Elle écrit une série pour Canal+ en collaboration avec le show runner israélien Shachar Magen (he) (Sirènes).
Le 3 janvier 2019 paraît Dans le faisceau des vivants aux éditions de l'Olivier, essai qui traite de sa relation avec Appelfeld. Deux mois plus tard, le livre reçoit le prix France Télévisions, catégorie essai.
En 2020, elle fait partie du jury de l’association Clap Citizen Cannes créée en mai 2017 lors du 70e anniversaire du festival international du film de Cannes.

## Œuvres

### Ouvrages jeunesse
- 1999 : Une addition, des complications, École des loisirs, coll. « Neuf »
- 1999 : Une montre pour grandir, illustrations Frédéric Richard, École des loisirs, coll. « Mouche »
- 2000 : Koloïshmielnik s’en va-t-en guerre, École des loisirs, coll. « Neuf »
- 2001 : Fais pas le clown, Papa !, illustrations de Kimiko, École des loisirs, coll. « Mouche »
- 2002 : Le Secret de Micha, illustrations Alan Metz, École des loisirs, coll. « Mouche »
- 2002 : Quand j'étais soldate, École des loisirs, coll. « Médium » – Prix ado-lisant 2004
- 2004 : Jonas, poulet libre, illustrations de Nadja, École des loisirs, coll. « Mouche »
- 2004 : Demain, la révolution !, École des loisirs, coll. « Neuf »
- 2005 : Une bouteille dans la mer de Gaza, École des loisirs, coll. « Médium »
- 2007 : Boubélé, illustrations Audrey Poussier, École des loisirs, coll. « Mouche »
- 2007 : Adieu, mes 9 ans !, École des loisirs, coll. « Neuf »
- 2008 : « Une balle perdue », nouvelle dans le recueil collectif Il va y avoir du sport mais moi je reste tranquille, École des loisirs
- 2009 : Vérité, vérité chérie, illustrations Audrey Poussier, École des loisirs, coll. « Mouche »
- 2020 : Marilou et le grand incendie, illustrations Colette Natrella, Ecole des loisirs, coll. « Mouche »  (ISBN 9782211310550)

### Romans
- 2003 : Une bouteille dans la mer de Gaza
- 2006 : En retard pour la guerre, éditions de l'Olivier ; Points Seuil sous le titre Ultimatum
- 2010 : Les Âmes sœurs, éditions de l'Olivier ; Points Seuil, 2011
- 2010 : Le Blues de Kippour avec Serge Lask, éd. Naïve
- 2011 : Mensonges, éditions de l'Olivier
- 2012 : Mariage blanc, éditions de l'Olivier
- 2014 : Jacob, Jacob, éditions de l'Olivier ; Points Seuil, 2016 – Prix Méditerranée 2015 et prix du livre Inter
- 2024 : Qui-vive, éditions de l'Olivier

### Essai
- 2019 : Dans le faisceau des vivants, éditions de l'Olivier — Prix France Télévisions, catégorie essai 2019[4]

### Traductions
Traductions de l'hébreu au français.
- 2004 : Histoire d'une vie d'Aharon Appelfeld
- 2006 : L'Amour, soudain d'Aharon Appelfeld
- 2007 : Double Jeu de Yaïr Lapid
- 2008 : Floraison sauvage d'Aharon Appelfeld
- 2008 : Sur le vif de Michal Govrin (en)
- 2008 : La Chambre de Mariana d'Aharon Appelfeld
- 2009 : Un petit garçon idéal de Zeruya Shalev
- 2009 : Et la fureur ne s'est pas encore tue d'Aharon Appelfeld
- 2011 : Le Garçon qui voulait dormir d'Aharon Appelfeld
- 2012 : Yolanda de Moshé Sakal (he)
- 2013 : Les Eaux tumultueuses d'Aharon Appelfeld
- 2014 : Adam et Thomas d'Aharon Appelfeld (l'école des loisirs)
- 2015 : Les partisans d'Aharon Appelfeld
- 2016 : De longues nuits d'été d'Aharon Appelfeld
- 2018 : Des jours d'une stupéfiante clarté d'Aharon Appelfeld

### Autres

#### Participations
- Cent jours sans (collectif) en soutien à Florence Aubenas et Hussein Hanoun
- N° 605 de la NRF L'Enfance de la littérature sous la direction de Philippe Forest et Stéphane Audeguy
- Qu'est-ce que la gauche ? (collectif), Fayard, 2017.
- Bienvenus (collectif), profits reversés au bénéfice du HCR
- L'Aventure, le choix d'une vie, (collectif), coll. « Points Seuil »

#### Préfaces
- Passager de la nuit de Maurice Pons (rééd. Points Seuil, 2017)
- Croquis de voyages de Joseph Roth (rééd. Points Seuil, 2016)

## Adaptations
- Une bouteille dans la mer de Gaza
  - Une bouteille à la mer, film de Thierry Binisti sorti en 2012 en France, avec Agathe Bonitzer, Hiam Abbass et Mahmoud Shalaby
  - Plusieurs adaptations théâtrales par différentes compagnies, la dernière en date étant une mise en scène de Camille Hazard pour la Compagnie de brique et de craie avec Eva Freitas et Aurélien Vacher.